# 日比谷

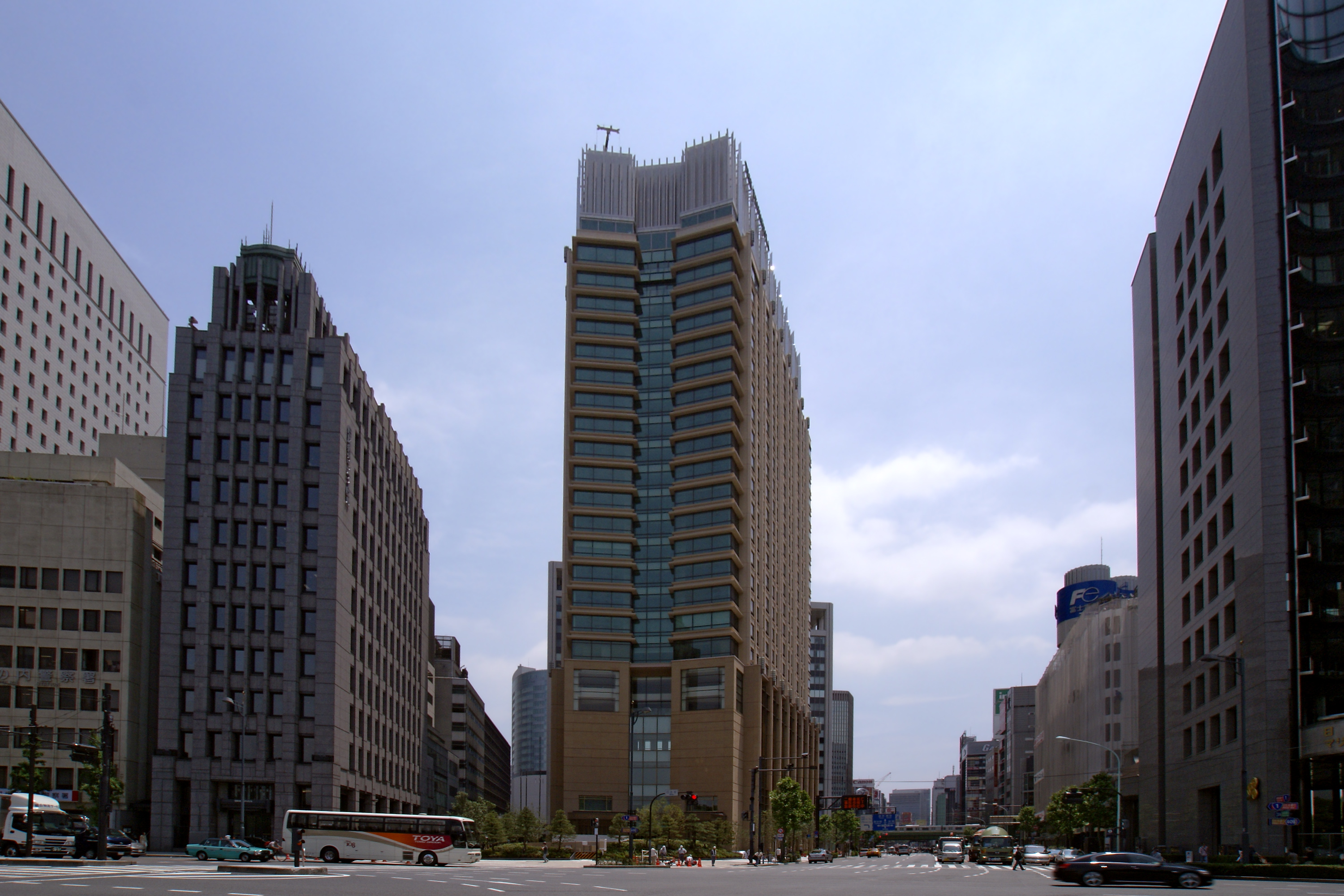
日比谷公園有樂門前

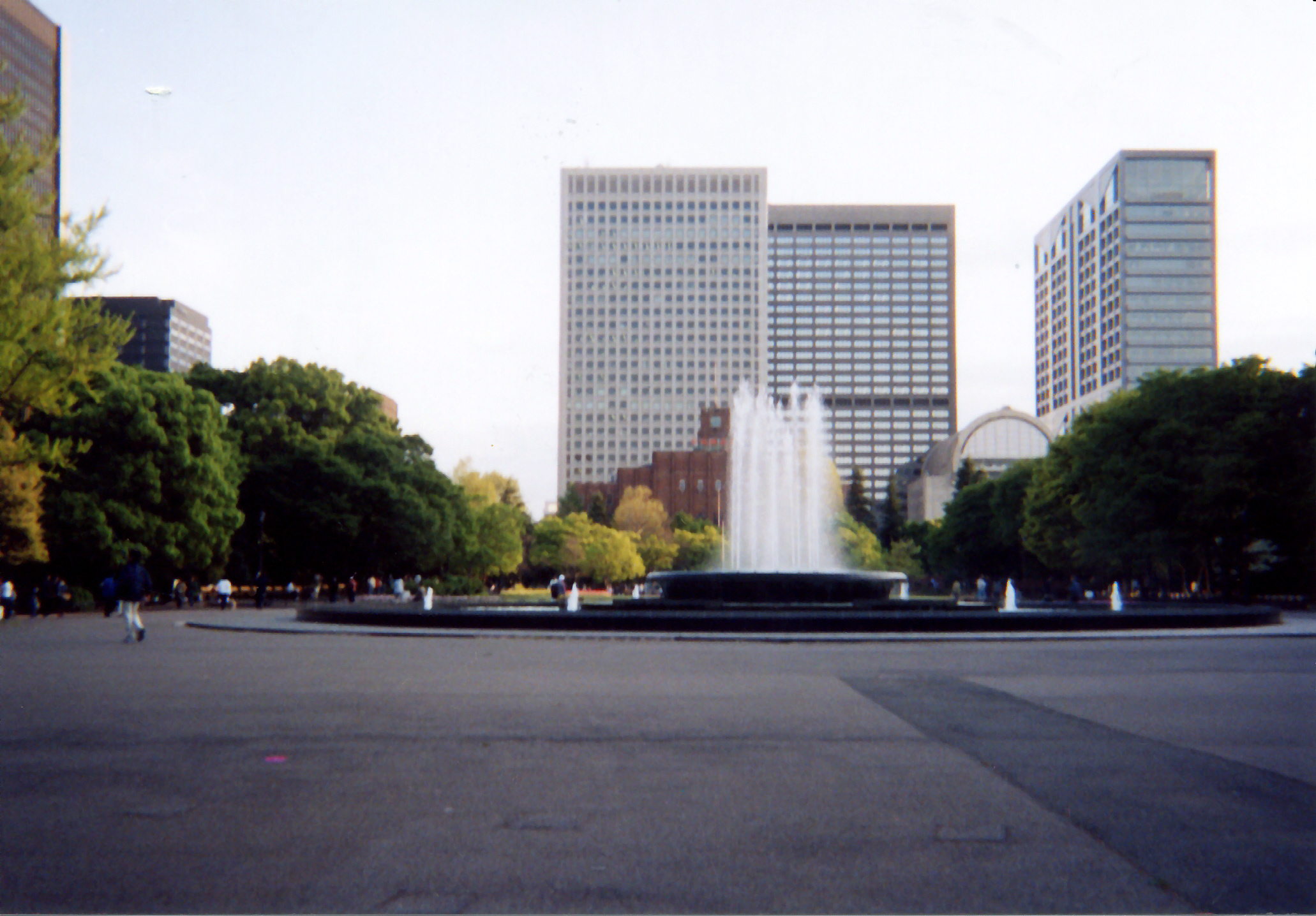
日比谷公園

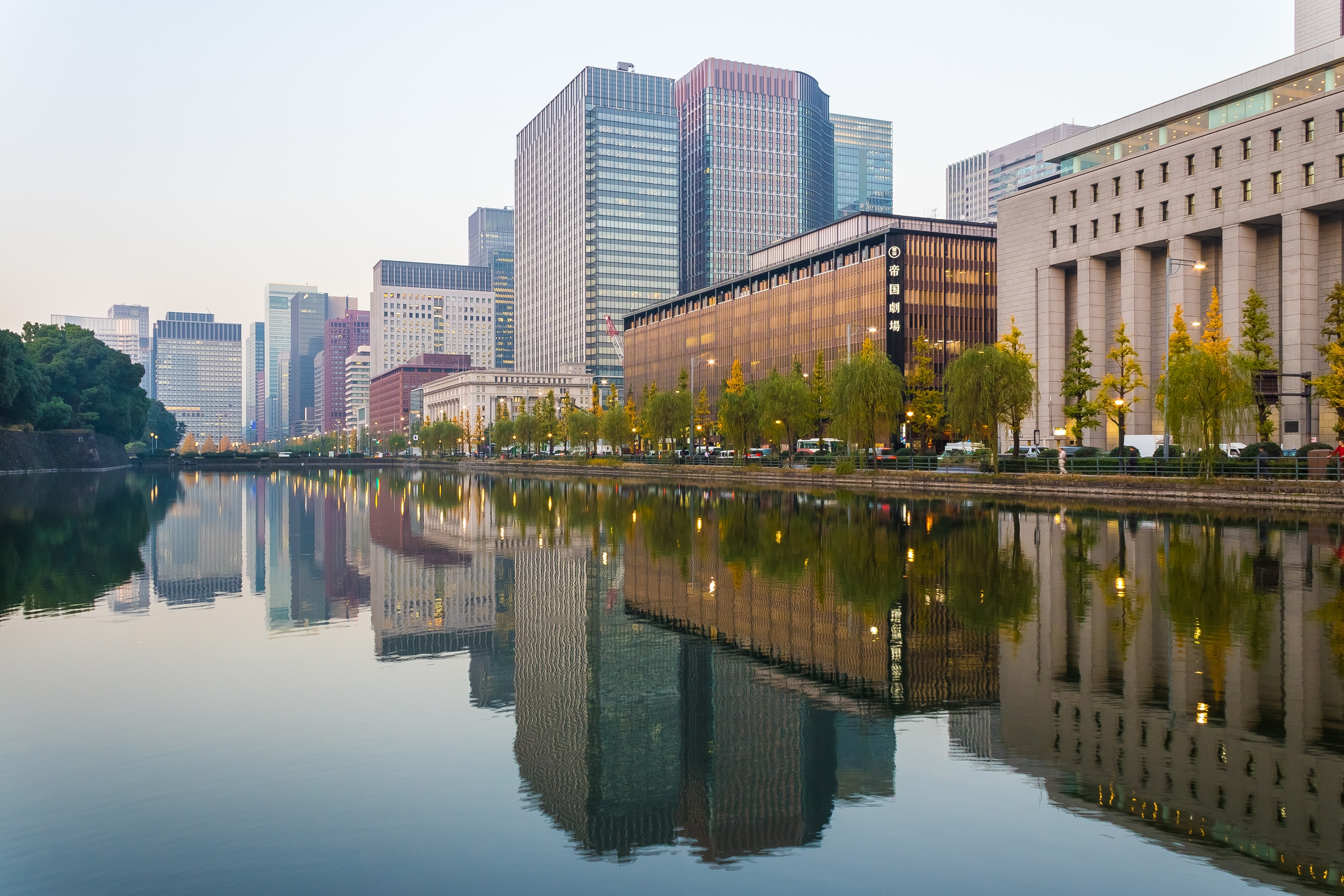
日比谷濠附近的商辦建物群

日比谷（日语：／ Hibiya */?）是日本東京都區部的一個地區，主要位於東京都千代田區有樂町至內幸町一帶，以日比谷通為中心。日比谷公園、日比谷站、日比谷濠皆位於日比谷，皇居距離日比谷不遠。

## 歷史
德川幕府入江戶城後對附近濕地進行填埋，此地從田園漁村轉變為大名屋敷林立的地區。明治維新以後，日本最早的西洋式飯店帝國飯店、鹿鳴館、東京府廳和社交俱樂部東京倶樂部等陸續設立，成為象徴近代化的街區。明治時代作為上流階級的社交場所發展，此後劇場、旅館、大企業本社等陸續進駐，成為日本具代表性的辦公商區。

## 地理
位於千代田區東南部，屬舊麴町區域的平地位置。區內有16公頃的日比谷公園。
都心許多幹線道路與鐵道路線在此通過。1930年日比谷通與晴海通的日比谷交差點是日本最早設置電氣式交通號誌的路口。

## 著名設施
- 東京地下鐵日比谷線
  - 日比谷站
- 日比谷公園
- 日比谷入江（日语：日比谷入江）
- 日比谷濠（日语：日比谷濠）
- 東京都立日比谷高等學校（日语：東京都立日比谷高等学校）